# Wälzstoßmaschine

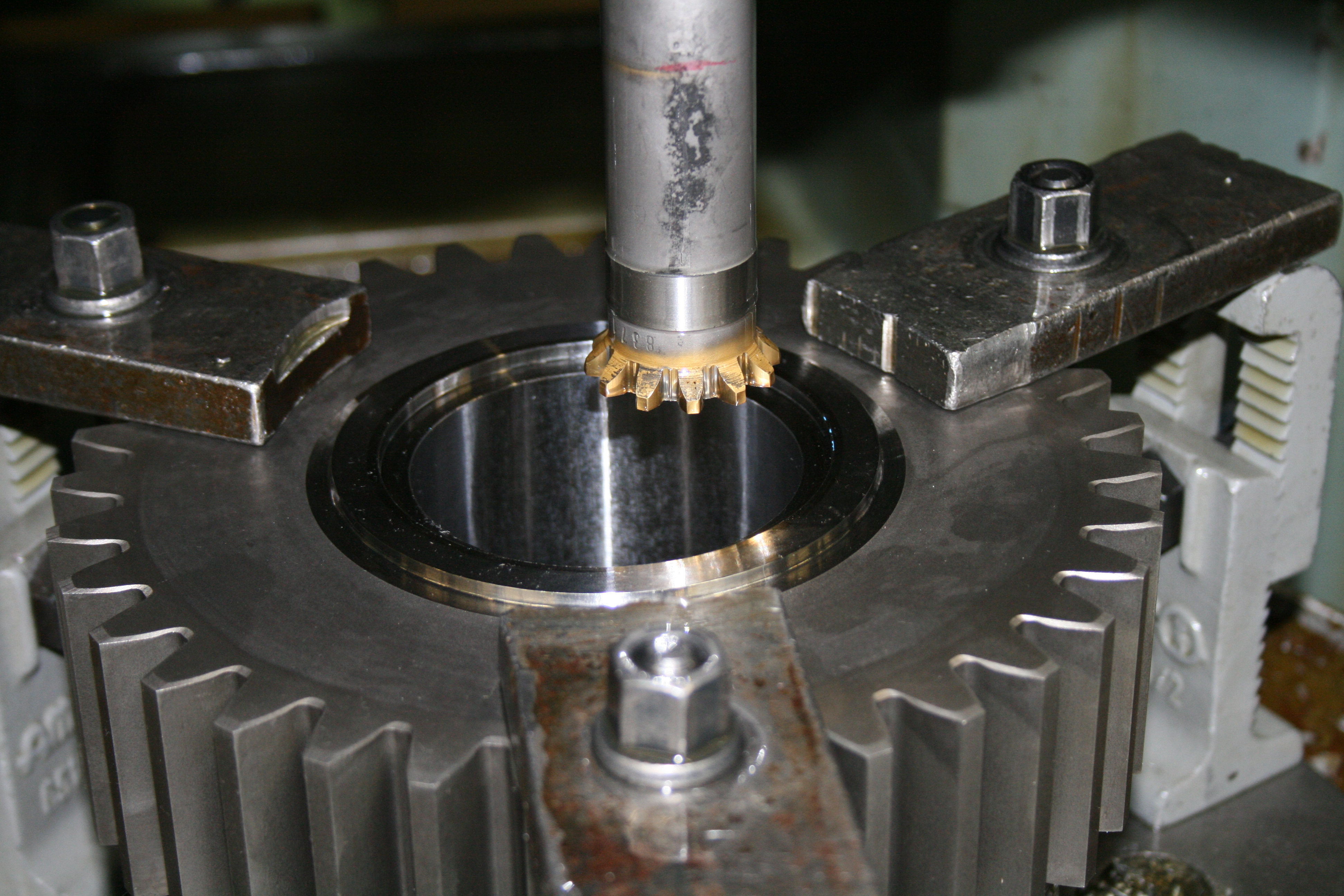
Werkstück auf Wälzstoßmaschine, oben im Bild das Stoßwerkzeug

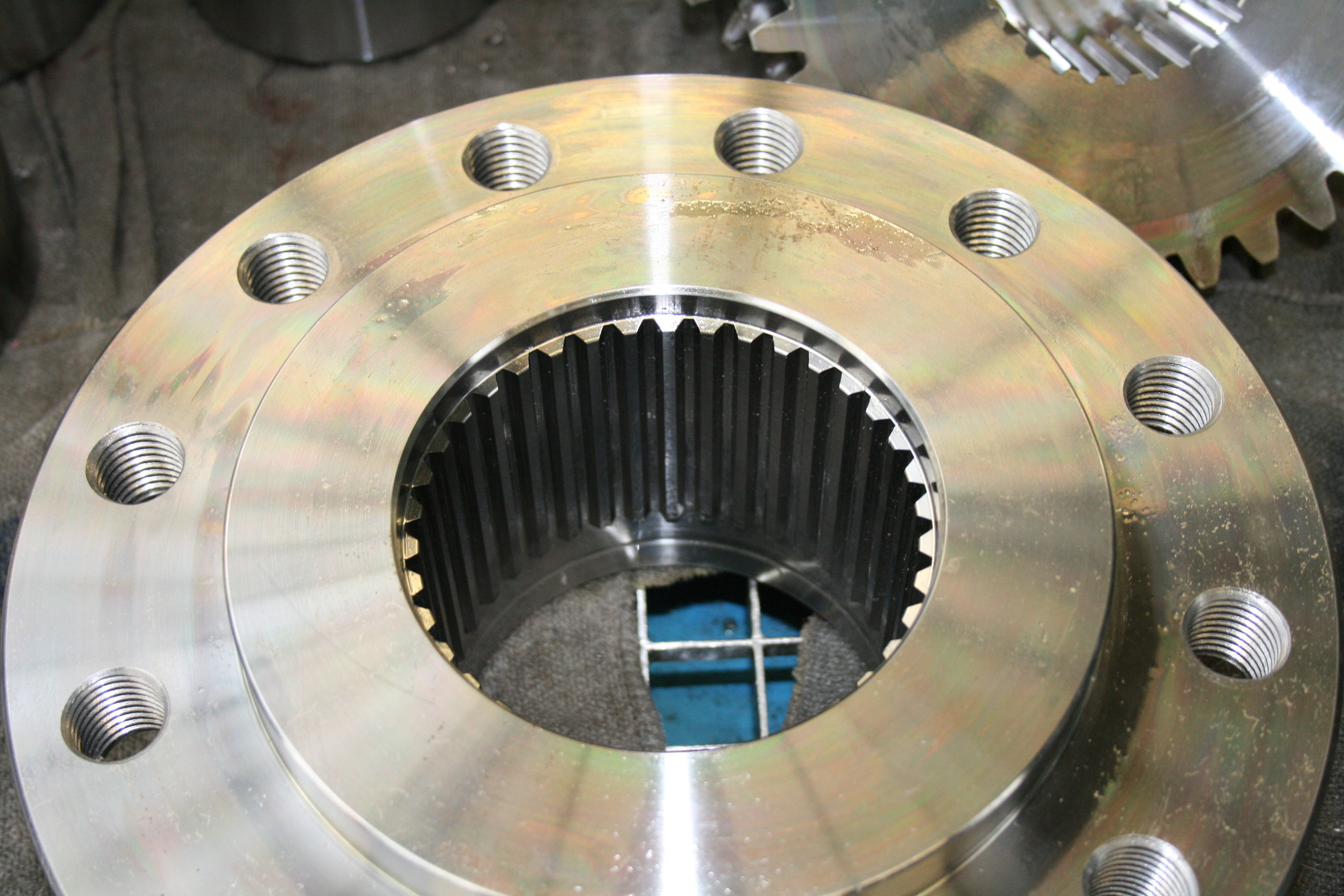
Kupplungsnabe mit wälzgestoßener Innenverzahnung

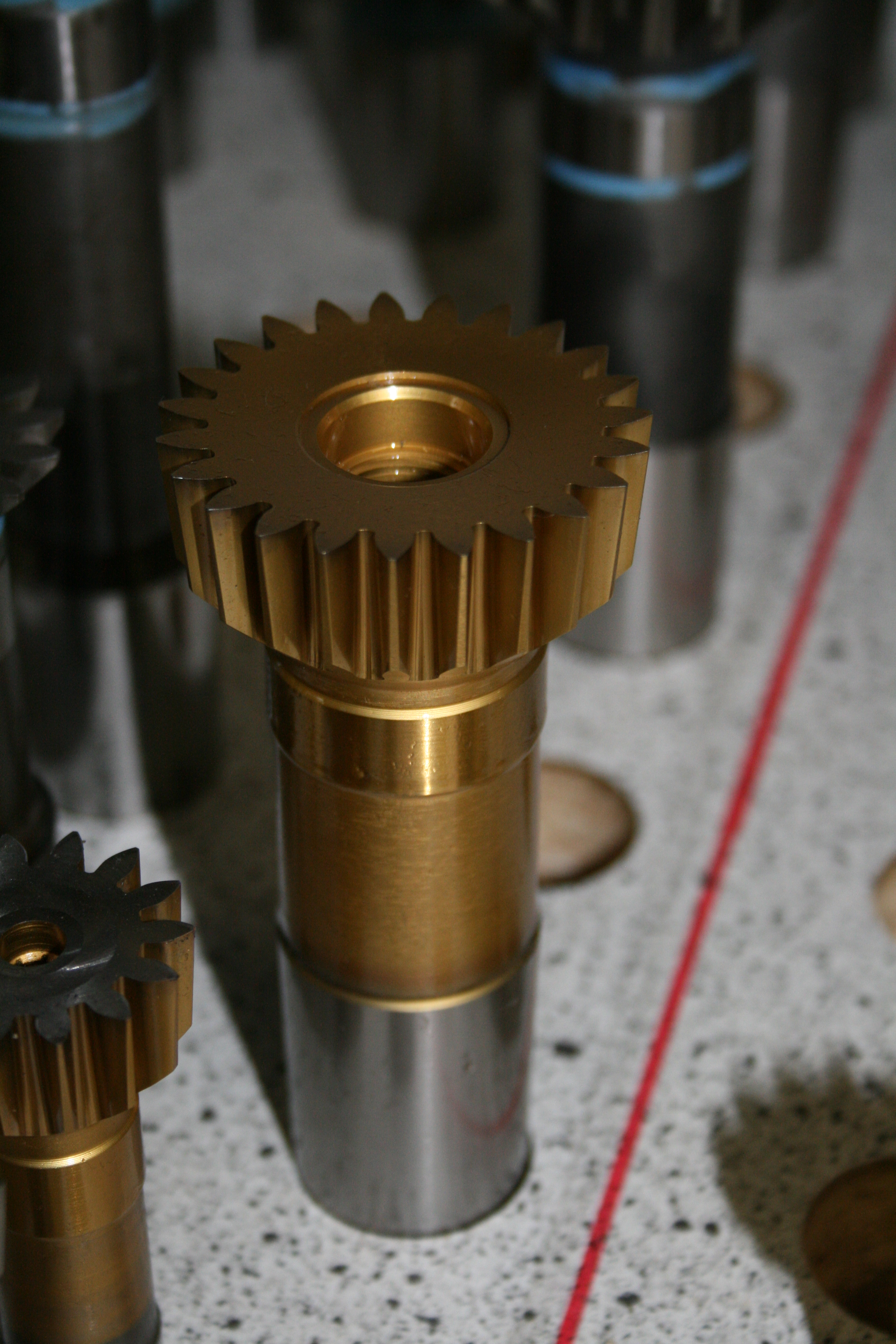
Schaftstoßwerkzeug

Wälzstoßmaschinen sind kontinuierlich arbeitende Verzahnungsmaschinen, bei denen die Wälzkinematik während des Stoßens von Werkstück und Werkzeug in Form eines Getriebes mit parallelen Achsen nachgebildet wird. Beim Wälzstoßen drehen sich Werkzeug und Werkrad entsprechend ihren Zähnezahlen. Gleichzeitig führt das Schneidrad die zur Spanabnahme notwendige Hubbewegung in Achsrichtung aus. Während des Rückhubes (Leerhubes) wird das Schneidrad vom Werkrad abgehoben, um eine Kollision mit dem weiterwälzenden Verzahnungswerkstück zu vermeiden. Das zahnradförmige Werkzeug hat hinterschliffene, evolventenförmige Flanken.
Das auf Wälzstoßmaschinen ausgeführte Arbeitsverfahren heißt Wälzstoßen.

## Einsatzgebiet
Wälzstoßmaschinen werden zur Herstellung von gerader oder schräger Innen- und Außenverzahnungen eingesetzt.
Haupteinsatzgebiete sind die Herstellung von:
- Innenverzahnungen bei kleineren Stückzahlen
- Innenverzahnungen in Sacklöchern, also nicht-durchgehenden Bohrungen
- Außenverzahnungen bei fehlendem Auslauf, das heißt, wenn das Wälzfräsen nicht möglich ist

Beispiele für Werkstücke, die häufig durch Wälzstoßen verzahnt werden:
- Innenzahnkränze für Planetengetriebe
- Kupplungsnaben
- Antriebswellen

## Aufbau und Kinematik
Wälzstoßmaschinen bestehen aus einem runden Tisch, auf dem das zu verzahnende Werkstück aufgespannt wird. Über dem Werkstück befindet sich das Stoßwerkzeug, das eine Hubbewegung parallel zur Werkstückdrehachse ausführt. Werkstück und Stoßwerkzeug drehen dabei kontinuierlich um ihre Achsen, so dass beide ineinander abwälzen wie ein Planetenrad im Hohlrad. Das Stoßwerkzeug ist im Prinzip ein Ritzel mit Schneidkanten an der unteren Stirnfläche. Zusätzlich, als dritte Bewegung, fährt das Stoßwerkzeug radial in das Werkstück ein, bis die eingestellte Endtiefe erreicht ist. Nach Erreichen der Endtiefe muss das Werkstück noch einen kompletten Umlauf machen, damit die Verzahnung am ganzen Umfang ausgewälzt wird.
Das Werkzeug nimmt nur während der Abwärtsbewegung Späne ab. Kurz vor der Aufwärtsbewegung wird das Werkzeug etwas vom Werkstück abgehoben. Das Abheben des Werkzeuges vom Werkstück ist notwendig, um die Schneidkanten bei der Aufwärtsbewegung zu schonen und eine Kollision mit dem weiterwälzenden Werkstück zu vermeiden.
Durch Verändern der Zustelltiefe des Stoßwerkzeuges kann die Zahndicke der Werkstück-Zähne beliebig gewählt werden. Da die Zahndicke nicht direkt gemessen werden kann, bestimmt man die Zahndicke indirekt durch Messen des Maßes zwischen zwei Rollen, die man gegenüber in die Zahnlücken legt.
Bei älteren, konventionellen Wälzstoßmaschinen erfolgen alle drei Bewegungen kontinuierlich. Das Drehzahlverhältnis von Schneidrad und Werkstück (und damit die erzeugte Zähnezahl des Werkstücks) wird durch Wechselräder eingestellt. Die radiale Zustellung erfolgt je nach Hersteller durch eine Kurvenscheibe gesteuert. Durch die Kurve fährt das Schneidrad auf Schrupptiefe, und das Werkstück macht eine komplette Umdrehung ohne weitere Zustellung. Danach erfolgt die Zustellung auf Schlichtmaß und eine letzte volle Umdrehung des Werkstücks ohne Zustellung. Damit wird gewährleistet, dass die Zahndicke am ganzen Umfang das korrekte Maß hat.
Moderne CNC-Wälzstoßmaschinen haben für alle Bewegungen unabhängige Antriebe. Daher sind mit solchen Maschinen verschiedene Verzahnungsstrategien möglich, beispielsweise:
- Tauchen ohne Wälzen mit anschließendem Wälzumlauf
- Tauchen mit Wälzen mit anschließendem Wälzumlauf
- Degressives Tauchen mit anschließendem Wälzumlauf

Zur Herstellung von Schrägverzahnungen auf Wälzstoßmaschinen muss das Schneidwerkzeug bei der Ab- und Aufwärtsbewegung zusätzlich eine Rotationsbewegung um die eigene Achse durchführen. Das Stoßwerkzeug muss ebenfalls schrägverzahnt sein und denselben Schrägungswinkel haben wie das zu verzahnende Werkstück. Bei konventionellen Maschinen wird die erforderliche Rotationsbewegung mechanisch durch eine Schraubenführung in der Maschine erzeugt. Beim Wechsel vom Gerad- auf Schrägverzahnung ist daher eine aufwendige Umrüstung der Maschine erforderlich. Bei CNC-gesteuerten Maschinen kann die erforderliche Rotationsbewegung durch die Steuerung und einen zusätzlichen Antrieb erzeugt werden.